# Saint-Priest-d'Andelot

Saint-Pourçain-sur-Sioule este o comună în departamentul Allier din centrul Franței. În 1 ianuarie 2022 avea o populație de 146 de locuitori.